# Гафнеркерамика

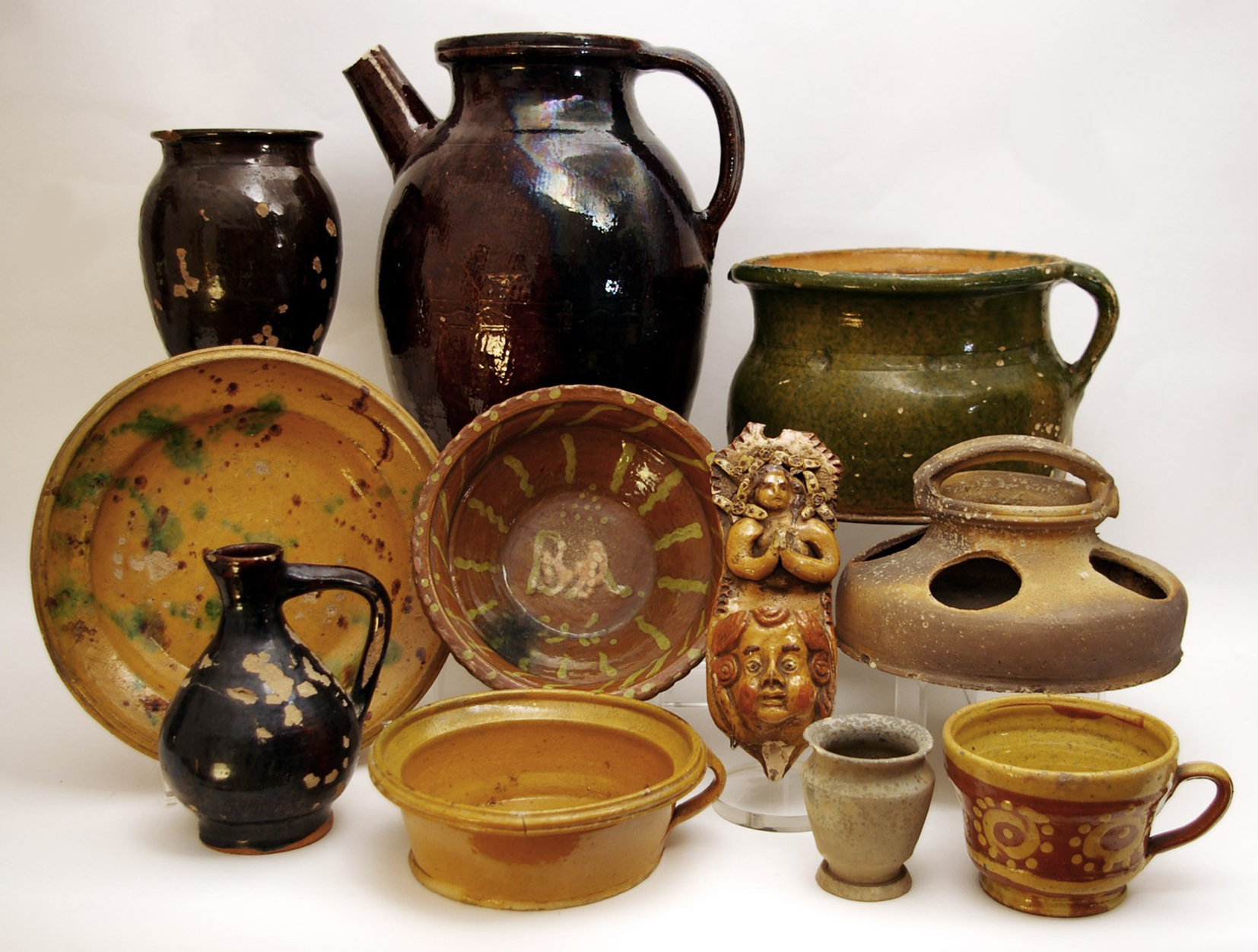
Гафнеркерамика из Крёнинга, Бавария

Гафнеркерамика, Хафнеркерамика  (нем. Hafnerkeramik, от верхн.-нем. hafen — горшок, гончарное изделие) — обобщённое название гончарных изделий, предметов народных промыслов в средневековой и ренессансной Германии XIII—XVI веков. Сокращённо: «гафнер».
Под этим собирательным определением понимаются гончарные изделия с цветной свинцовой глазурью, печные изразцы, в том числе круглые плитки (kachel) и другая продукция мелких сельских мастерских. Такие промыслы существовали в заальпийских странах еще с XIII века. В особую группу выделяются изделия из богатой глиной холмистой местности селения Крёнинг в Нижней Баварии (Kröninger Hafnerkeramik). Наличие глины и обилие леса в качестве топлива для обжига изделий способствовали расцвету гончарного промысла. Товары сельских мастерских продавали на рынках во многих городах Германии.
Начиная с XIV века «гафнеры» украшали рельефным и скульптурным декором, включая лепленые фигурки, однако прозрачная свинцовая глазурь по красноватому цвету глиняного черепка давала грязный тон. В XVI веке под влиянием итальянской майолики крестьянские мастера стали использовать непрозрачные (опаковые) оловянные эмали: красную, зелёную, оранжевую, жёлтую, белую. Использовали также технику сграффито. Увеличилось производство печных рельефных изразцов. Центрами их производства становились города: немецкие Нюрнберг и Аугсбург, австрийский Зальцбург и швейцарский город Винтертур.
Мотивы декора мастера заимствовали из популярных гравюр кляйнмайстеров, народных бильдербогенов, плакеток. В Нюрнберге во второй половине XVI века трудилась семья мастеров Пройнинг, наиболее известен Пауль Пройнинг, а также известны: Освальд Райнхарт, М. Лотт, А. Фохт.
В XVIII веке наибольшую известность приобрели мастерские в долине Нижнего Рейна, в городах Крефельд и Ксантен. Однако к началу XIX века, в непосильной конкуренции с крупными фаянсовыми фабриками Германии и Австрии, оригинальное искусство «гафнера» пришло в упадок.